# Pachetra bombycina
Pachetra bombycina là một loài bướm đêm trong họ Noctuidae.